# Jonas Gregaard
Jonas Gregaard Wilsly (* 30. Juli 1996 in Herlev) ist ein dänischer Radrennfahrer.

## Sportlicher Werdegang
Als Junior wurde Gregaard 2013 Dänischer Juniorenmeister im Straßenrennen. Mit dem Wechsel in die U23 wurde er zur Saison 2014 Mitglied im UCI Continental Team TreFor und gewann erneut die Dänischen Meisterschaften im Straßenrennen. Nach nur einem Jahr wechselte er zum Riwal Cycling Team. Bei der Himmerland Rundt 2016 erzielte er seinen ersten Erfolg auf der UCI Europe Tour, 2017 gewann er die Gesamtwertung von Kreiz Breizh Elites.
Nach dem Einsatz als Stagaire im Jahr 2018 wechselte Gregaard zur Saison 2019 zum Astana Pro Team. Für das Team nahm er mit dem Giro d’Italia 2020 erstmals an einer Grand Tour teil und beendete diese auf Platz 53 der Gesamtwertung.
Nach drei Jahren ohne zählbare Erfolge beim Team Astana erhielt Gregaard zur Saison 2022 einen Vertrag beim Uno-X Pro Cycling Team. Sein einziger zählbarer Erfolg in den zwei Jahren bei Uno-X war der Gewinn der Bergwertung von Paris–Nizza 2023. Zur Saison 2024 wechselte Gregaard zum Team Lotto Dstny.

## Erfolge
2013
- Nachwuchswertung Aubel-Thimister-La Gleize
- Nachwuchswertung Tour du Pays de Vaud

2014
- Dänischer Meister – Straßenrennen (Junioren)

2015
- Dänischer Meister – Straßenrennen (U23)
- Mannschaftszeitfahren ZLM Roompot Tour

2016
- Himmerland Rundt
- Bergwertung Tour de Normandie

2017
- Gesamtwertung und Nachwuchswertung Kreiz Breizh Elites
- Nachwuchswertung Tour of Małopolska

2018
- Nachwuchswertung Tour of Małopolska
- Mannschaftszeitfahren Tour de l’Avenir

2023
- Bergwertung Paris-Nizza

## Grand-Tour-Platzierungen
| Grand Tour            | 2020 | 2021 | 2022 | 2023 | 2024 |
| --------------------- | ---- | ---- | ---- | ---- | ---- |
| Giro d’ItaliaGiro     | 53   | –    | –    | –    | –    |
| Tour de FranceTour    | –    | –    | –    | 43   | –    |
| Vuelta a EspañaVuelta | –    | –    | –    | –    | 77   |